# Пъдълглъм
Пъдълглъм е измислен герой от фентъзи-поредицата за деца на К. С. Луис - „Хрониките на Нарния“. Той се появява за първи път в „Сребърният стол“, където е един от главните герои. Също така се появява за кратко и в края на последната книга от поредицата - „Последната битка“. Пъдълглъм е блатен мърморец, обитаващ, както и другите от своя вид, блатата в североизточна Нарния. По характер е изразен песимист и меланхолик. Въпреки това, той е безкрайно отдаден на каузата на Аслан. В спор с дамата със зелените дрехи, той дори заявява, че би останал последовател на идеите на Аслан, дори и да няма Аслан.